# Helophorus asperatus
Helophorus asperatus är en skalbaggsart som beskrevs av Claudius Rey 1885. Helophorus asperatus ingår i släktet Helophorus, och familjen halsrandbaggar. Arten är reproducerande i Sverige.